# James Warren (actor)
James Warren (24 de febrero de 1913 – 28 de marzo de 2001) fue un actor cinematográfico y artista de nacionalidad estadounidense.

## Biografía
Su verdadero nombre era James Pringle Wittlig, y nació en Marietta, Ohio, siendo sus padres Walter Wittlig, un relojero, y Florence Ione Pringle. Tuvo dos hermanos, uno mayor, Laurence Pringle Wittlig, y otro más joven, David Pringle Wittlig. La familia Wittlig había emigrado en la década de 1860 a los Estados Unidos procedente de Langenthal, Suiza.
A pesar de la tradición relojera familiar, James Warren estaba interesado en el arte, por lo que ingresó en el Instituto de Arte Pratt, en Nueva York, llegando a ser acuarelista e ilustrador de varias publicaciones.
Warren fue descubierto por un cazatalentos de MGM, que le ofreció un contrato. Ya con el nombre artístico de James Warren, él, su mujer, Felice, y su hijo de seis semanas se mudaron a Hollywood, donde a lo largo de varios años actuó en más de treinta películas. Durante los años 1940 actuó principalmente en filmes de género western de serie B, entre ellos Sunset Pass, una versión rodada en 1946 de una cinta de 1933, en la cual actuó junto a Nan Leslie. Una de sus películas más destacadas fue la que protagonizó en 1952 junto a Gloria Swanson, Three for Bedroom "C".
Mientras duró su etapa en Hollywood, Warren nunca perdió su pasión por la pintura. Él hizo varias exposiciones individuales por los Estados Unidos, y contó con el apoyo económico de Vincent Price. En una de las exposiciones, Katharine Hepburn adquirió siete de las grandes acuarelas de Warren, las cuales la actriz sumó a su colección privada.
En 1968 una comisión artística de Ford Motor Company le llevó a Hawái. Adaptado con rapidez a la vida isleña, llegó a ser un respetado miembro de la comunidad artística local. Mantuvo una galería de arte en Honolulu y otra en Maui. Warren se especializó en interpretaciones caprichosas de las Tutus (abuelas) y Kikis (nietos) hawaianos, así como de otras muchas imágenes locales.
Fue un respetado miembro de la Lahaina Art Society, participando siempre con entusiasmo en todos los certámenes de carácter artístico. A lo largo del resto de su vida continuó exponiendo, decidiendo vivir siempre cerca de su amada Hawái.  
James Warren falleció en 2001, a los 88 años de edad, en Kihei, Hawái, sobreviviéndole cuatro hijos y varios nietos.